# Metodologi
Metodologi er inden for den videnskabelige litteratur et begreb, der henviser til for forskellige men overlappende betydninger. For det første bruges metodologi til at beskrive den metavidenskabelige felt, der forsker i videnskabelige metoder. For det andet bruges begrebet til at beskrive de grundlæggende antagelser, en forsker gør sig om det felt, vedkommende undersøger. Det metodologiske framework, som forskeren nødvendigvis må redegøre for, er med til at retfærdiggøre forskningsspørgsmål, problemstillinger, valg af metode, valg af data og valg af analysestrategi.:13  Det metodologiske udgangspunkt bygger på de videnskabsteoretiske — herunder ontologiske, epistemologiske og ideologiske — antagelser, forskeren har gjort sig. Da begrebet metode henviser til de konkrete teknikker, forskeren gør brug af i undersøgelsen, må man derfor adskille brugen af begreberne metode og metodologi.

## Læs videre
- Collins, Finn; Køppe, Simo; Helles, Rasmus, red. (2023). Humanistisk videnskabsteori (4. udgave). København: Lindhardt og Ringhof. ISBN 9788727018065.
- Juul, Søren; Pedersen, Kirsten Bransholm, red. (2012). Samfundsvidenskabernes videnskabsteori. København: Hans Reitzels Forlag. ISBN 978-87-412-5682-5.
- Kragh, Helge (2004). Naturerkendelse og videnskabsteori : de uorganiske videnskabers filosofi og historie. Aarhus: Aarhus Universitetsforlag. ISBN 87-7934-143-8.
- Martin, John Levi (2017). Thinking Through Methods : a Social Science Primer. Chicago: University of Chicago Press. ISBN 978-0-226-43172-7.
- Thurén, Torsten (2019). Videnskabsteori for begyndere (3. udgave). København: Hans Reitzels Forlag. ISBN 978-87-023-2692-5.